# DLGAP1
DLGAP1‏ (DLG associated protein 1) هوَ بروتين يُشَفر بواسطة جين DLGAP1 في الإنسان.